# Батдыев, Мустафа Азрет-Алиевич
Мустафа́ Азре́т-Али́евич Батды́ев (карач.-балк. Батдыланы Азрет-Алийни джашы Мустафа; род. 24 декабря 1950, Ильичёвский район, Южно-Казахстанская область, Казахская ССР, СССР) — российский государственный и партийный деятель. Президент Карачаево-Черкесской Республики с 4 сентября 2003 по 4 сентября 2008.

## Биография
Родился 24 декабря 1950 в колхозе 3-я Пятилетка Ильичёвского района Южно-Казахстанской области Казахской ССР, в семье карачаевцев, депортированных с Кавказа в годы Великой Отечественной войны. После реабилитации карачаевского народа в 1957 году семья Батдыевых вернулась на родину, в село Эльтаркач Карачаево-Черкесской АССР. По национальности карачаевец.
В 1957 пошёл в школу, окончил 10 классов.
В феврале 1970 поступил на работу учеником столяра на Ставропольский завод ЖБИ.
С мая 1970 по май 1972 проходил службу в рядах Советской армии.
В июне 1973 поступил на работу в совхоз Эльтаркач.
Окончил экономический факультет (в 1978) и аспирантуру Московский государственный университет имени М. В. Ломоносова. Среди сокурсников Батдыева по МГУ — известные ныне политические деятели и экономисты: Александр Жуков, Сергей Глазьев, Алексей Можин (исполнительный босс Международного валютного фонда от России), Александр Шохин, Алексей Улюкаев.
Почётный доктор, профессор Московского открытого социального университета и Карачаево-Черкесского государственного технологического института.

### Политическая деятельность
С 1981 по 1986 работал главным экономистом колхоза «Родина» Прикубанского района, затем в экономическом отделе обкома КПСС Карачаево-Черкесской автономной области, к 1991 году был заведующим отделом. С 1992 года занимал должности председателя Комитета по управлению имуществом, затем — заместителя председателя Правительства Карачаево-Черкесской Республики, курировал экономический блок.
С 1997 года — председатель Национального банка Карачаево-Черкесской Республики (республиканское отделение Центрального банка Российской Федерации). В период президентских выборов в России в 2000 году возглавлял избирательный штаб Владимира Путина в Карачаево-Черкесии.

### Президент Карачаево-Черкесской Республики
В 2003 году был зарегистрирован кандидатом на пост Президента Карачаево-Черкесской Республики. В первом туре выборов 17 августа 2003 года занял первое место, набрав 41,67 % голосов избирателей и опередив действующего президента В. Семенова (39,92 % голосов). Во втором туре выборов 31 августа 2003 года был избран на пост президента республики, набрав 47,97 % голосов и вновь опередив В. Семенова, получившего 46,41 % голосов (разрыв составил 3387 голосов).
В октябре 2004 года муж Людмилы Каитовой, дочери Мустафы Батдыева, убил с соучастниками в ходе бизнес конфликта семерых человек.  Президент Карачаево-Черкесии Мустафа Батдыев решительно отмежевался от действий своего зятя Алия Каитова, а также сообщил прессе, что его дочь подала на развод. Бадтыев специально собрал членов правительства республики, руководителей администрации президента и журналистов, чтобы озвучить публичное заявление. «Мы, как нормальная семья, осуждаем действия Али Каитова. Моя дочь три дня назад подала на развод с ним», — сказал Батдыев.
4 сентября 2008 в связи с истечением полномочий Батдыева и упразднением должности, новым главой Карачаево-Черкесии стал Борис Эбзеев.

### Дальнейшая работа
С 2008 работал руководителем Отделения Пенсионного фонда Российской Федерации по Карачаево-Черкесской Республике.
В 2015 году Мустафа Батдыев оставил пост руководителя отделения Пенсионного фонда РФ по КЧР после того, как правоохранительные органы провели в учреждении проверки.
С 2018 является Государственным советником Карачаево-Черкесской Республики.
В 2019 попал в поле зрения расследования А. Навального о клане Каитовых.

## Семья
Женат. 
Сын: Марат, женат, трое детей, дочь Амира и сыновья Дамир и Адлан.
Дочь: Людмила, муж — Алий Каитов, сыновья Аслан и Ансар.

## Награды
- Орден «За заслуги перед Карачаево-Черкесией»[7]
- Орден Почёта (25 августа 2008)